# Bruno Carotenuto
Pour les articles homonymes, voir Carotenuto.
Bruno Carotenuto, né le 8 mai 1941 à Rome dans la région du Latium en Italie, est un acteur italien.

## Biographie
Il est le fils de l'acteur Memmo Carotenuto et le neveu de l'acteur Mario Carotenuto. Il est l'auteur d'une petite carrière au cinéma, principalement comme acteur dans des western spaghetti et des films comiques italiens de faible importance. Il a parfois été crédité sous le nom de Carroll Brown.

### Filmographie

#### Au cinéma
- 1956 : Solo Dio mi fermerà de Renato Polselli
- 1957 : Mattino di primavera de Giacinto Solito
- 1958 : Gambe d'oro de Turi Vasile
- 1958 : Mogli pericolose de Luigi Comencini
- 1958 : Gagliardi e pupe de Roberto Bianchi Montero
- 1959 : La sceriffa de Roberto Bianchi Montero
- 1959 : Été violent (Estate violenta) de Valerio Zurlini
- 1959 : La Loi (La Legge) de Jules Dassin
- 1960 : Il principe fusto de Maurizio Arena
- 1961 : Jeunesse de nuit (Gioventù di notte)) de Mario Sequi
- 1961 : Madame Sans-Gêne de Christian-Jaque
- 1962 : Quattro notti con Alba de Luigi Filippo D'Amico
- 1963 : Napoleone a Firenze de Piero Perotti
- 1964 : Pour une poignée de dollars (Per un pugno di dollari) de Sergio Leone
- 1964 : Sindbad contro i sette saraceni d'Emimmo Salvi
- 1964 : Les Chercheurs d'or de l'Arkansas (Die Goldsucher von Arkansas) de Paul Martin
- 1965 : Operazione Poker d'Osvaldo Civirani
- 1966 : Gringo joue sur le rouge (7 dollari sul rosso) d'Alberto Cardone